# Mielofibroza
Mielofibroza (osteomieloskleroza, osteomielofibroza, przewlekła mielofibroza, ang. myelofibrosis with myeloid metaplasia, agnogenic myeloid metaplasia, chronic idiopathic myelofibrosis, primary myelofibrosis) – jedna z chorób zaliczanych do zespołów mieloproliferacyjnych charakteryzująca się aplazją szpiku kostnego, jego włóknieniem i następowym tworzeniem pozaszpikowych ognisk hematopoetycznych.

## Epidemiologia
Częstość zachorowań szacuje się na 0,5:100 000/rok. Średni wiek chorego w chwili rozpoznania to 60 lat.

## Objawy i przebieg
Triada objawów:
- splenomegalia
- pozaszpikowe wytwarzanie elementów morfotycznych krwi czego objawem jest anizopoikilocytoza
- objawy zwłóknienia i hipoplazji szpiku kostnego

Poza tym:
- zmniejszenie masy ciała
- osłabienie
- gorączka

Powikłania:
- krwawienia
- zakażenia

Przebieg choroby jest przewlekły, zaczynający się niekiedy fazą policytemiczną, potem obraz choroby może przypominać przewlekłą białaczkę granulocytową. Później może się rozwinąć niedokrwistość aplastyczna. Najczęściej w końcowym stadium choroby występuje rzut blastyczny przewlekłej białaczki granulocytowej.

## Rozpoznanie
- zwiększona aktywność fosfatazy zasadowej granulocytów
- brak chromosomu Philadelphia
- biopsja szpiku pobranego z mostka oraz z talerza kości biodrowej

## Leczenie
- oksymetolon – przy hipoplazji układu erytroblastycznego
- prednizon – przy małopłytkowości
- hydroksykarbamid
- interferon
- radioterapia – przy nadmiernie powiększonej śledzionie
- splenektomia
- przeszczep szpiku – u młodszych chorych

## Rokowanie
Średni czas przeżycia wynosi 5 lat.

## Klasyfikacja ICD10
| kod ICD10     | nazwa choroby               |
| ------------- | --------------------------- |
| ICD-10: C94   | Mielofibroza                |
| ICD-10: C94.4 | Ostra szpikowica uogólniona |
| ICD-10: D47   |                             |
| ICD-10: D47.4 | Osteomielofibroza           |